# Casino (virus máy tính)
Casino là một virus máy tính dạng malware được thực thi khi chạy các tập tin bị nhiễm, sao chép FAT vào RAM, sau đó xóa FAT khỏi ổ cứng. Nó thách thức bạn phải chơi game Jackpot với 5 điểm đầu tiên. Nếu bạn thua, máy tính sẽ bị shut down và phải cài lại MS-DOS. Thông điệp thách đố trò chơi như sau:
Virus Casino kích hoạt vào thành 15 tháng 4 và có thể kích hoạt vào những ngày khác.